# Чернишово (Тяжинський округ)
Чернишо́во (рос. Чернышово) — присілок у складі Тяжинського округу Кемеровської області, Росія.
Стара назва — Чернишево.

## Населення
Населення — 102 особи (2010; 188 у 2002).
Національний склад (станом на 2002 рік):
- росіяни — 86 %